# Häringlohe
Häringlohe ist ein Gemeindeteil der Gemeinde Poppenricht im Landkreis Amberg-Sulzbach in der Oberpfalz in Bayern.